# (111661) Mamiegeorge
(111661) Mamiegeorge est un astéroïde de la ceinture principale, de la famille de Hungaria.

## Description
(111661) Mamiegeorge est un astéroïde de la ceinture principale, de la famille de Hungaria. Il présente une orbite caractérisée par un demi-grand axe de 1,87 UA, une excentricité de 0,16 et une inclinaison de 21,4° par rapport à l'écliptique.

## Compléments